# Marcin Krzyżanowski (kompozytor)
Marcin Krzyżanowski (ur. 1958) – polski wiolonczelista, kompozytor muzyki teatralnej i filmowej.

## Życiorys
Studiował grę na wiolonczeli w Akademii Muzycznej w Krakowie. Kompozycję studiował prywatnie u Bogusława Schaeffera. Jest członkiem Stowarzyszenia Wykonawców Nowej Muzyki „Muzyka Centrum”. Był kierownikiem muzycznym warszawskiego Teatru Rozmaitości (1990 – 91). W latach 1998 – 2001 – dyrektor naczelny i kierownik artystyczny Teatru Wielkiego w Łodzi (1998 – 2001).

## Muzyka do filmów
- Matka Teresa od kotów – muzyka, czołówka (2010)
- Policjanci – muzyka, wykonanie muzyki: fortepian, wiolonczela (1999)
- Drugi brzeg – scenariusz, muzyka, wykonanie muzyki: wiolonczela (1997)
- Miasto prywatne – muzyka (1994)
- Cudowne miejsce – muzyka (1994)
- In flagranti – muzyka (1991)